# Bórtnoie
Bórtnoie (en rus: Бортное) és un poble de l'óblast de Tula, a Rússia, segons el cens del 2010 tenia 12 habitants.